# Dobreni
Dobreni es una comuna ubicada en el distrito de Neamț, Rumania.

## Superficie
Posee una superficie de 23,53 kilómetros cuadrados.

## Demografía
Hasta 2021 la población era de 1712 habitantes, con una densidad de población de 72,76 habitantes por kilómetro cuadrado.